# مکتب پراکسیس
مکتب پراکسیس یک جنبش فلسفی اومانیستی مارکسیستی بود. این مکتب در دههٔ ۱۹۶۰ میلادی در زاگرب و بلگراد، در یوگسلاوی شوروی نضج یافت. از چهره‌های اصلی در میان بنیانگذاران این مکتب می‌توان به گایو پترویچ و میلان کانگرگا در زاگرب و میهایلو مارکوویچ در بلگراد اشاره داشت. اندیشگران مکتب پراکسیس از ۱۹۶۴ تا ۱۹۷۴ مجله‌ای مارکسیستی به نام پراکسیس را منتشر می‌ساختند که یکی از مجلات پیشتاز در نظریهٔ مارکسیستی در سطح جهان بود. آن‌ها همچنین مدرسهٔ بسیار محبوبی را به نام مدرسهٔ تابستانی کورچولا در جزیرهٔ کورچولا تأسیس کردند.

## انگارهٔ بنیادی
در نتیجهٔ شرایط سیاسی اجتماعی پرآشوب دههٔ ۱۹۶۰ میلادی، تصریح اعتبار پراتیک و تئوری مارکسیستی و به ویژه جنبه‌های دیالکتیکی و اومانیستی آن، برای فیلسوفانی که در جمهوری فدرال سوسیالیستی یوگسلاوی کار می‌کردند وظیفه‌ای فوری بود.
این نیاز احساس می‌شد که به گونه‌ای از مارکسیسم-لنینیسم که توسط اتحادیه کمونیست‌های یوگسلاوی قدرت یافته بود، پاسخی داده شود (نک: تیتوییسم). برای تشکیل و سپس اقدام به مرتفع کردن این نیاز، برنامهٔ مکتب پراکسیس در نخستین شماره از نسخهٔ بین‌المللی پراکسیس به فرانسوی تعریف شد: خوشا پراکسیس! پردراگ ورانیکی (دربازهٔ مسائل عمل) و دانکو گرلیچ (عمل و جزمیات) این برنامه را در همان شماره به انگلیسی بسط دادند (پراکسیس، ۱۹۶۵، شمارهٔ ۱، صفحهٔ ۴۱ تا ۴۸، و صفحهٔ ۴۹ تا ۵۸).
فیلسوفان مکتب پراکسیس لنینیسم و استالینیسم را در نتیجهٔ طبیعت تک کاره‌شان، دفاعی در نظر گرفتند. تئوری‌های لنینستی و استالینیستی به تئوری مارکسیستی نامتعهد در نظر گرفته شدند، و چنین عنوان کردند که این نظریات بنا به مقتضیات نقادی ایدئولوژیک متعصبان و نخبگان حزب تعدیل شده‌اند.
ویژگی‌های مشخص این مکتب عبارت اند از: ۱) تأکید بر نوشته‌های دوران جوانی مارکس؛ و ۲) دعوت به آزادی بیان هم در شرق و هم در غرب با به اتکای بر اصرار مارکس بر نقد اجتماعی بی رحمانه. آنگونه که اریک فروم در پیشگفتارش بر اثر مارکوویچ با عنوان از انباشت تا پراکسیس استدلال می‌کرد، نظریهٔ تئوریسین‌های مکتب پراکسیس عبارت بود از بازگشت به مارکس واقعی، در برابر مارکسی که به‌طور برابر، توسط جناح راست سوسیال دموکرات‌ها و استالینیست‌ها مورد تحریف قرار گرفته بود.
تئوریسین‌های مختلف بر جنبه‌های مختلفی از این نظریه تأکید می‌کردند. میهایلو مارکوویچ درباره ی از خودبیگانگی و سرشت پویای وجود بشری می نوشت، پتروویچ در ارتباط با فلسفه به عنوان نقد رادیکال همهٔ چیزهای هستنده، و بر سرشت اساساً کنشی و خلاق وجودهای انسانی تأکید می‌کردند. میلان کانگرگا نیز بر خلاقیت و همچنین بر فهم وجودهای بشری به عنوان سازندگان سرشتی انسانی تأکید می‌کرد.
دیگر ویژگی مشخص نظریهٔ مکتب پراکسیس، تلفیق فلسفه ی اگزیستانسیال با نقد اجتماعی مارکسیستی پراکسیسی‌ها بود که توسط رودی سوپک جهتدهی شد.
به راه انداختن مدرسه ی تابستانی کورچولا و انتشار نسخه ی بین‌المللی نشریه ی پراکسیس راه‌هایی بودند که برای پیشبرد تحقیقات در مطابقت با این اصول موضوعه پیموده شدند. مجموعه مقالات اریک فروم از ۱۹۶۵ با عنوان اومانیسم سوسیالیستی: یک هم اندیشی جهانی کمک زیادی به پیشبرد مکتب پراکسیس نمود، چنان‌که شش عضو مکتب پراکسیس (مارکوویچ، پتروویچ، دانیلو پیوویچ، ولیکو کوراچ، رودی سوپک و پردراگ ورانیچکی)مقالاتی را در این مجموعه منتشر کردند.

## تأثیرگذاری
تأثیرگذاری مکتب پراکسیس عمدتاً از طریق میراث روشنفکرانه اش به عنوان تفسیری دگراندیشانه از مارکسیسم بود. این تفسیر در میان مارکسیست‌های غربی و آکادمیسین‌ها محبوب شد. به عنوان نمونه می‌توان از مارشال برمن نام برد که به مکتب پراکسیس در آثار مهمش ارجاع می‌دهد. بسیاری از نظریه پردازان مکتب پراکسیس در دانشگاه‌های گوناگون اروپا و ایالات متحده تدریس می‌کردند. رویکرد مکتب پراکسیس به سبب تأکیدش بر مارکس اومانیست دیالکتیک گرا، برای آکادمی‌های غربی جذابیت داشت.